# Палм-Рівер-Клер-Мел (Флорида)
Палм-Рівер-Клер-Мел (англ. Palm River-Clair Mel) — переписна місцевість (CDP) в США, в окрузі Гіллсборо штату Флорида. Населення — 26 142 особи (2020).

## Географія
Палм-Рівер-Клер-Мел розташований за координатами 27°55′28″ пн. ш. 82°22′46″ зх. д. / 27.92444° пн. ш. 82.37944° зх. д. (27.924491, -82.379398).  За даними Бюро перепису населення США в 2010 році переписна місцевість мала площу 30,44 км², з яких 29,90 км² — суходіл та 0,54 км² — водойми.

## Демографія
Згідно з переписом 2010 року, у переписній місцевості мешкали 21 024 особи в 7045 домогосподарствах у складі 5214 родин. Густота населення становила 691 особа/км².  Було 7838 помешкань (257/км²).
Расовий склад населення:
| - 54,6 % — білих - 30,1 % — чорних або афроамериканців - 2,2 % — азіатів - 0,4 % — корінних американців - 0,1 % — вихідців з тихоокеанських островів - 9,0 % — осіб інших рас |

До двох чи більше рас належало 3,7 %. Частка іспаномовних становила 39,1 % від усіх жителів.
За віковим діапазоном населення розподілялося таким чином: 28,1 % — особи молодші 18 років, 62,8 % — особи у віці 18—64 років, 9,1 % — особи у віці 65 років та старші. Медіана віку мешканця становила 33,5 року. На 100 осіб жіночої статі у переписній місцевості припадало 97,8 чоловіків;  на 100 жінок у віці від 18 років та старших — 93,4 чоловіків також старших 18 років.
Середній дохід на одне домашнє господарство  становив 49 645 доларів США (медіана — 37 998), а середній дохід на одну сім'ю — 51 460 доларів (медіана — 40 387). Медіана доходів становила 36 179 доларів для чоловіків та 26 791 долар для жінок. За межею бідності перебувало 24,2 % осіб, у тому числі 34,0 % дітей у віці до 18 років та 17,8 % осіб у віці 65 років та старших.
Цивільне працевлаштоване населення становило 9655 осіб. Основні галузі зайнятості: освіта, охорона здоров'я та соціальна допомога — 18,8 %, роздрібна торгівля — 11,9 %, науковці, спеціалісти, менеджери — 11,7 %.